# BBC Three Counties Radio
BBC Three Counties Radio (Radio Trzech Hrabstw) – brytyjska stacja radiowa należąca do publicznego nadawcy BBC i pełniąca w jego sieci rolę stacji lokalnej dla hrabstw Bedfordshire, Hertfordshire i Buckinghamshire, potocznie określanych jako Beds, Herts and Bucks. Stacja została uruchomiona w czerwcu 1985 roku pod nazwą Radio Bedfordshire. W 1993 nazwa została zmieniona na obecną, aby podkreślić szerszy zasięg geograficzny rozgłośni. Obecnie dostępna jest w analogowym przekazie naziemnym, a także w Internecie. 
Główna siedziba stacji znajduje się w Luton, zaś drugi ośrodek w Milton Keynes. Pasmo śniadaniowe (od 6:00 do 9:00) emitowane jest niezależnie z obu miast, z zastosowaniem rozszczepienia sygnału, co nadaje mu jeszcze bardziej lokalny charakter. W pozostałym czasie sygnał rozgłośni jest jednolity na całym obszarze jej zasięgu. Oprócz emisji audycji własnych stacja transmituje również programy innych stacji lokalnych BBC ze wschodniej Anglii i Leeds, a nocami także programy ogólnokrajowego BBC Radio 5 Live. 